# ديكسي ووكر
ديكسي ووكر (بالإنجليزية: Dixie Walker)‏ هو لاعب كرة قاعدة أمريكي، ولد في 24 سبتمبر 1910 في فيلا ريكا في الولايات المتحدة، وتوفي في 17 مايو 1982 في برمنغهام في الولايات المتحدة بسبب سرطان القولون.

## وصلات خارجية
- ديكسي ووكر على موقعبيزبول رفرنس.كوم (الدوري الرئيسي) (الإنجليزية)
- ديكسي ووكر على موقعبيزبول رفرنس.كوم (الدوري الثانوي) (الإنجليزية)